# Zyta Gilowska
Zyta Janina Gilowska [ˈzɨta gʲiˈlɔfska] ⓘ(7 tháng 7 năm 1949 - 5 tháng 4 năm 2016) là một nhà kinh tế, học giả và chính trị gia người Ba Lan.

## Đầu đời và giáo dục
Gilowska sinh ngày 7 tháng 7 năm 1949 tại Nowe Miasto Lubawskie. Năm 1972, bà tốt nghiệp chuyên ngành kinh tế tại Đại học Warsaw. Năm 1981, bà nhận bằng Tiến sĩ kinh tế tại Đại học Maria Curie-Sklodowska ở Lublin.

## Sự nghiệp
Từ năm 1972 đến năm 1985, Gilowska làm trợ lý nghiên cứu tại Đại học Maria Curie-Sklodowska. Từ năm 1995 đến năm 1999, bà là phó giáo sư tại đại học này. Năm 2001, bà trở thành giáo sư chính thức tại Đại học Công giáo Lublin. Từ năm 1994 đến năm 1996, bà là thành viên của đảng cánh tả Liên minh Tự do (Unia Wolności ). Bà từng giữ vị trí cựu phó chủ tịch của Đảng Cương lĩnh Dân sự. Tuy nhiên, bà đã rời đảng này vào ngày 21 tháng 5 năm 2005 để phản đối các cáo buộc của những trong đảng về hành vi vi phạm của mình. Từ năm 2001 đến năm 2005, bà là Phó Thượng Nghị sĩ tại Hạ viện.
Từ ngày 7 tháng 1 đến ngày 23 tháng 6 năm 2006, bà là phó thủ tướng kiêm bộ trưởng tài chính trong chính phủ do đảng Pháp luật và Công lý cầm quyền dưới thời ông Kazimierz Marcinkiewicz. Bà sau đó bị cách chức do những cáo buộc về vi phạm của mình trong thời kỳ cộng sản.  Paweł Wojciechowski sau đó đã thay bà làm Bộ trưởng tài chính.
Từ ngày 22 tháng 9 năm 2006 đến ngày 16 tháng 11 năm 2007, bà một lần nữa là Phó Thủ tướng kiêm Bộ trưởng Tài chính. Vào tháng 10 năm 2006, Gilowska được bổ nhiệm làm người đứng đầu cơ quan giám sát tài chính của Ba Lan và Thống đốc của Ngân hàng Đầu tư Châu Âu taị Ba Lan.